# Dobson-Epaulettenflughund

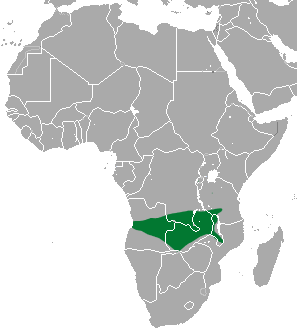
Verbreitungsgebiet des Dobson-Epaulettenflughundes.

Der Dobson-Epaulettenflughund (Epomops dobsonii) ist ein Flughund, der im südlichen Afrika vorkommt.
Die Art ist nach dem irischen Zoologen George Edward Dobson benannt.

## Merkmale
Mit einer Kopfrumpflänge von 137 bis 168 mm, einem fehlenden Schwanz und einem Gewicht von 65 bis 158 g ist die Art ein mittelgroßer Flughund. Die Länge der Unterarme beträgt 80,5 bis 100 mm, die Hinterfüße sind 22 bis 26 mm lang und die Länge der Ohren liegt bei 25 bis 30 mm. Kennzeichnend sind drei quer liegende Wülste auf dem Gaumen zwischen den Backenzähnen sowie zwei weitere Wülste hinter den Backenzähnen. Der Dobson-Epaulettenflughund hat graubraunes Fell auf der Oberseite sowie bleiches zimtfarbenes Fell mit grauer Schattierung auf der Unterseite. Weibchen unterscheiden sich durch eine graue Kehle von Männchen, die eine dunkel graubraune Kehle besitzen. Bei diesem Flughund sind die Ohren, die Flughäute und die nackten Bereiche der Nase dunkelbraun. Die Anzahl der Backenzähne ist im Oberkiefer drei, während im Unterkiefer fünf Backenzähne vorkommen.
Wie bei anderen Epaulettenflughunden sind weiße oder gelbe Flecken vor den Ohren sowie bei Männchen weiße oder gelbe Haarbüschel an den Schultern vorhanden.

## Verbreitung
Das Verbreitungsgebiet des Dobson-Epaulettenflughundes reicht von Angola bis ins südliche Tansania sowie ins nordwestliche Mosambik. In Gebirgen kommt die Art gewöhnlich bis 1500 Meter Höhe vor. Im Süden Tansanias wurde sie auf 1890 Meter Höhe registriert. Dieser Flughund lebt in Savannen und in Gebieten mit dichterem Baumbestand, z. B. in der Landschaft Miombo in der Pflanzen der Gattungen Brachystegia, Julbernardia und Isoberlinia vorherrschen.

## Lebensweise
Zum Verhalten der Art ist nur wenig bekannt. Am Ruheplatz bilden sich vermutlich Gruppen. Wie bei anderen Flughunden besteht die Nahrung vorwiegend aus Früchten.

## Status
Vermutlich werden einzelne Exemplare gejagt und als Bushmeat verkauft. Der Dobson-Epaulettenflughund ist aus verschiedenen Schutzgebieten bekannt. Die IUCN listet die Art als nicht gefährdet (Least Concern).